# Bunisari (Pakuhaji)
Bunisari is een bestuurslaag in het regentschap Tangerang van de provincie Banten, Indonesië. Bunisari telt 6125 inwoners (volkstelling 2010).